# قرار مجلس الأمن التابع للأمم المتحدة 601
قرار مجلس الأمن التابع للأمم المتحدة 601، المتخذ في 30 تشرين الأول / أكتوبر 1987، بعد التذكير بالقرارات 269 (1969)، 276 (1970)، 301 (1971)، 385 (1976)، 431 (1978)، 432 (1978)، 435 (1978)، 439 (1978)، 532 (1983)، 539 (1983) و566 (1985)، أدان المجلس مرة أخرى جنوب غرب أفريقيا لاحتلالها «غير الشرعي» لناميبيا ورفضها الامتثال للقرارات السابقة.
وأكد القرار من جديد المسؤولية المباشرة للأمم المتحدة على أراضي ناميبيا، مشيرا إلى أنه تم حل جميع القضايا المعلقة ذات الصلة بالقرار 435 (1978). ورحب أيضا بتعهد المنظمة الشعبية لجنوب غرب أفريقيا بالتوقيع على وقف إطلاق النار والالتزام به مع قوات دفاع جنوب أفريقيا، وبالتالي أذن المجلس للأمين العام خافيير بيريز دي كوييار بترتيب وقف إطلاق النار بين الطرفين من أجل تمركز فريق الأمم المتحدة للمساعدة في الفترة الانتقالية في ناميبيا.
كما حث المجلس الدول الأعضاء على مساعدة الأمين العام وموظفيه في تنفيذ القرار الحالي، وطلب من الأمين العام تقديم تقرير في أقرب وقت ممكن بشأن التطورات في المنطقة.
تم تبني القرار 601 بأغلبية 14 صوتاً، مع امتناع الولايات المتحدة عن التصويت.

## روابط خارجية
- نص القرار في undocs.org